# Joshua Charlton
Joshua Charlton (* 29. Juli 1999 in Traralgon, Victoria) ist ein australischer Tennisspieler.

## Karriere
Charlton spielte bis 2017 nur wenige Matches auf der ITF Junior Tour und erreichte Platz 1067 in der Junioren-Rangliste.
Von 2018 bis 2023 absolvierte er ein Studium an der University of Oregon, wo er auch im College Tennis aktiv war. Er stellte den Rekord an seiner Hochschule für die meisten Siege auf, die ein Spieler in seinem Studium erzielte.
Erst nach seinem Abschluss spielte Charlton auch regelmäßig Profiturniere. Im Einzel gelang ihm bislang erst einmal ein Halbfinaleinzug auf der drittklassigen ITF Future Tour, während er im Doppel schnell größere Erfolge erzielte: 2024 gewann er neun Future-Titel, wodurch er Ende der Saison Platz 241 der Weltrangliste erreichte. Auf der höher dotierten ATP Challenger Tour gelang ihm an der Seite von Landsmann Patrick Harper in Brisbane der Einzug ins Endspiel und eine Woche später an derselben Stelle der Turniersieg. Er kletterte damit bis auf Rang 186, im Einzel schaffte er es erstmals unter die Top 1000.

## Erfolge
| Legende (Anzahl der Siege) |
| Grand Slam                 |
| ATP Finals                 |
| ATP Tour Masters 1000      |
| ATP Tour 500               |
| ATP Tour 250               |
| ATP Challenger Tour (1)    |

### Doppel

#### Turniersiege
| Nr. | Datum           | Turnier  | Belag     | Partner        | Finalgegner           | Ergebnis           |
| --- | --------------- | -------- | --------- | -------------- | --------------------- | ------------------ |
| 1.  | 9. Februar 2025 | Brisbane | Hartplatz | Patrick Harper | Matt Hulme James Watt | 4:6, 7:65, [12:10] |